# Diogo Valsassina
Diogo Vaz Monte Cembra de Valsassina, mais conhecido como Diogo Valsasina (Lisboa, 7 de fevereiro de 1987), é um ator português.

## Filmografia
Cinema
- Matraquilhos - Amadeu
- Ozzy: Rápido e Peludo - Flecha
- O Pequeno Vampiro - Gregório
- O Filme Lego 2 - Lanterna Verde

### Televisão
| Ano         | Projeto                                     | Papel                                  | Notas                   | Canal       |
| ----------- | ------------------------------------------- | -------------------------------------- | ----------------------- | ----------- |
| 2000 - 2001 | Jardins Proibidos                           | Artur Miranda                          | Elenco Juvenil          | TVI         |
| 2002        | Um Estranho Em Casa                         | Belmiro                                | Elenco Adicional        | RTP1        |
| 2002        | Super Pai                                   |                                        | Elenco Adicional        | TVI         |
| 2003        | Amanhecer                                   | Bruno                                  | Elenco Juvenil          | TVI         |
| 2004        | Ana e os Sete                               | Rui                                    | Elenco Adicional        | TVI         |
| 2004 - 2005 | Morangos com Açúcar (2.ª série)             | António Jorge Rochinha "Tojó Rochinha" | Elenco Principal        | TVI         |
| 2005 - 2006 | Morangos com Açúcar (3.ª série)             | António Jorge Rochinha "Tojó Rochinha" | Elenco Principal        | TVI         |
| 2007        | Ilha dos Amores                             | Duarte (Duda) Madeira                  | Elenco Principal        | TVI         |
| 2007        | Ilha dos Amores                             | José Maria Atalaia                     | Elenco Principal        | TVI         |
| 2008 - 2011 | Curto Circuito                              | Ele Próprio                            | Apresentador            | SIC Radical |
| 2011        | Liberdade 21                                |                                        | Elenco Adicional        | RTP1        |
| 2012        | Velhos Amigos                               |                                        | Elenco Adicional        | RTP1        |
| 2013        | Bem-Vindos a Beirais                        | Luís                                   | Elenco Adicional        | RTP1        |
| 2013 - 2014 | Belmonte                                    | Rui                                    | Elenco Adicional        | TVI         |
| 2016 - 2017 | Amor Maior                                  | Nelson Matias                          | Elenco Principal        | SIC         |
| 2017 - 2018 | Paixão                                      | Tino                                   | Elenco Adicional        | SIC         |
| 2019        | Desliga a Televisão                         | Vários Papéis                          | Elenco Principal        | RTP1        |
| 2019 - 2021 | Terra Brava                                 | Vasco Jesus                            | Elenco Principal        | SIC         |
| 2020        | Advance Show                                | Ele Próprio                            | Apresentador            | SIC Radical |
| 2021        | Patrões Fora                                | Alexandre «Alex»                       | Elenco Adicional        | SIC         |
| 2021 - 2022 | Amor Amor                                   | Evaristo Venâncio                      | Elenco Principal        | SIC         |
| 2022        | O Pai Tirano                                | Pinto                                  | Elenco Principal (OPTO) | SIC         |
| 2023 - 2024 | Flor sem Tempo                              | Jaime Fontes                           | Elenco Principal        | SIC         |
| 2024        | Congela - 2.ª Temporada                     | Ele próprio                            | Concorrente             | TVI         |
| 2024 - 2025 | Salto de Fé                                 | Padre Tiago                            | Protagonista            | RTP1        |
| 2025        | MasterChef Portugal - Especial Celebridades | Ele próprio                            | Concorrente             | RTP1        |
| 2025        | Vizinhos Para Sempre                        | João                                   | Elenco Principal        | TVI         |